# Jeon Eun-hye
Jeon Eun-hye (kor. 전은혜, ur. 1 sierpnia 1997) – koreańska szablistka, brązowa medalistka mistrzostw świata.
W 2014 roku zdobyła brąz w indywidualnej rywalizacji kadetek na mistrzostwach świata juniorów w Płowdiwie.
Podczas mistrzostw świata w Mediolanie w 2023 roku Koreanki w składzie: Choi Se-bin, Jeon Eun-hye, Jeon Ha-young i Yoon Ji-su zdobyły brązowy medal w zawodach drużynowych. W turnieju indywidualnym zajęła tam 42. miejsce.
Ponadto zdobyła brąz drużynowo na igrzyskach azjatyckich w Hangzhou w 2023 roku.